# Hans-Artur Bauckhage

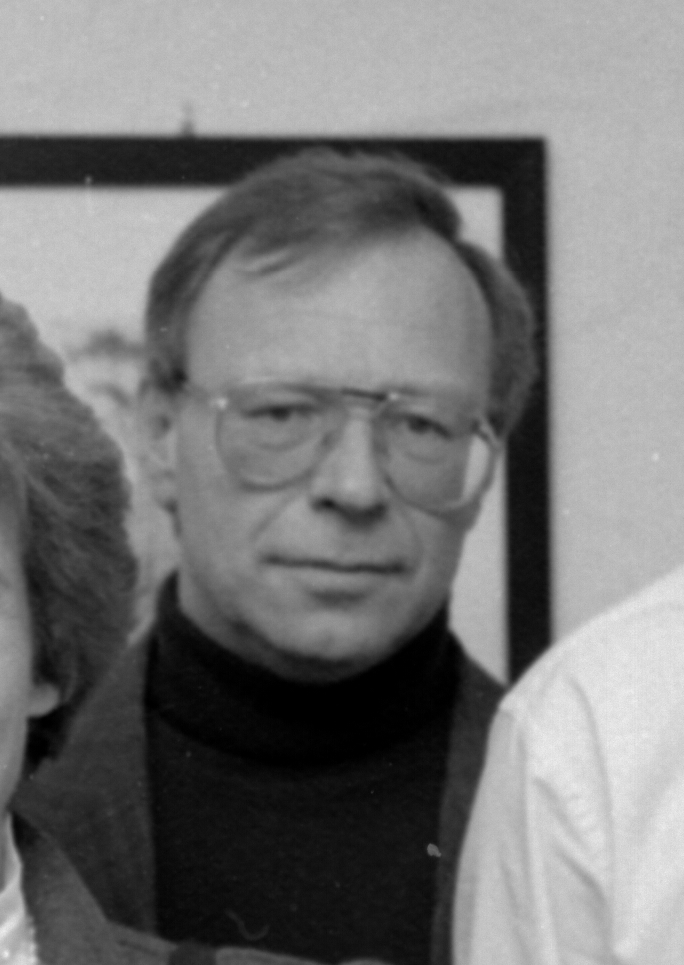
Hans-Artur Bauckhage, 1989

Hans-Artur Bauckhage (* 17. Februar 1943 in Daaden; † 16. Juni 2018 in Daaden) war ein deutscher Politiker der FDP. Er war von 1998 an Minister für Wirtschaft, Verkehr, Landwirtschaft und Weinbau und außerdem von August 1999 bis Mai 2006 stellvertretender Ministerpräsident von Rheinland-Pfalz. Von 1987 bis 2011 gehörte er dem rheinland-pfälzischen Landtag an.

## Leben und Beruf
Nach dem Abschluss der Handelsschule 1961 begann Bauckhage eine Bäckerlehre, die er 1964 mit dem Gesellenbrief erfolgreich beendete. 1978 legte er die Meisterprüfung im Bäckerhandwerk ab und übernahm die Bäckerei seines Vaters. Er führte das Unternehmen bis 1996, als er zum Fraktionsvorsitzenden der FDP im Landtag gewählt wurde.

## Politik
Bauckhage trat 1967 der FDP bei. 1971 wurde er Ortsvorsitzender in Daaden, 1981 auch Kreisvorsitzender in Altenkirchen. 1982 wurde er erstmals in den Landesvorstand seiner Partei gewählt. Ab 1997 war er zeitweise Mitglied im Bundesvorstand der FDP. Er war Vorsitzender des Landesfachausschusses Medienpolitik der FDP Rheinland-Pfalz.
1969 wurde Bauckhage Fraktionsvorsitzender der FDP im Gemeinderat und im Verbandsgemeinderat Daaden, in beide Vertretungskörperschaften war er gerade erst gewählt worden. Bei der Kommunalwahl 1974 erlangte Bauckhage ein Mandat im Kreistag Altenkirchen und wurde auch dort sofort Fraktionsvorsitzender. Mit dem Wiedereinzug der FDP nach vierjähriger Abwesenheit wurde auch Bauckhage 1987 Landtagsabgeordneter. Nach den Wahlen 1991 wurde er stellvertretender Fraktionsvorsitzender und dann 1996 Fraktionsvorsitzender.
Nach der Wahl von Rainer Brüderle in den Deutschen Bundestag 1998 wurde Bauckhage dessen Nachfolger als Minister für Wirtschaft, Verkehr, Landwirtschaft und Weinbau von Rheinland-Pfalz. Als Justizminister Peter Caesar im August 1999 zurücktrat, übernahm Bauckhage von ihm auch die Funktion des stellvertretenden Ministerpräsidenten. Nachdem bei der rheinland-pfälzischen Landtagswahl 2006 die SPD die absolute Mehrheit erzielt hatte, schied die FDP aus der Regierung aus, Bauckhages Nachfolger im Amt des Wirtschaftsministers wurde Hendrik Hering von der SPD. Bauckhage wurde stellvertretender Landtagspräsident. Bei der Landtagswahl 2011 wurde er aufgrund des Scheiterns der FDP an der Fünf-Prozent-Hürde nicht wieder in den Landtag gewählt.
Dem Verbandsgemeinderat Daaden gehörte Bauckhage bis 2014 an; weiterhin war er ab 1969 durchgehend Mitglied des Ortsgemeinderates von Daaden.

## Gesellschaftliches Engagement
Bauckhage war von November 2007 bis April 2008 Vorstandssprecher des 1. FC Kaiserslautern. In seiner neuen Funktion kündigte er an, Mitte Dezember 2007 einen Investor präsentieren zu wollen. Diese Zusage konnte er jedoch nicht einhalten und trat nach öffentlicher Kritik und sportlichen Misserfolgen am 7. April 2008 zurück.
Vom 5. Mai 2007 bis zum 7. Mai 2011 war Bauckhage der Präsident des Behinderten- und Rehabilitationssport-Verbands (BSV) Rheinland-Pfalz, der einer der 17 Landesverbände des DBS (Deutscher Behindertensportverband) ist. Am 29. September 2011 übernahm er den Vorsitz im Förderverein des BSV Rheinland-Pfalz, dem Verein zur Förderung des Behindertensports in Rheinland-Pfalz. Er trat dort die Nachfolge von Walter Zuber an.

## Ehrungen
Im Dezember 2016 wurde Bauckhage zum ersten Ehrenbürger Daadens ernannt. Nach ihm wurde 2019 der Hans-Artur-Bauckhage-Platz in Daaden benannt.